# Saison 2020-2021 des Blackhawks de Chicago
Autres saisons
Saison précédente Saison suivante
La saison 2020-2021 des Blackhawks de Chicago est la 95e saison de hockey sur glace jouée par la franchise dans la Ligue nationale de hockey. Cette saison est particulière, à cause de la pandémie de la Covid-19, débute en janvier et se dispute sur un calendrier condensé de 56 matchs.

## Avant-saison

### Contexte
Depuis la dernière conquête de la Coupe Stanley en 2014-2015, le noyau de l’équipe des Blackhawks vieillit et le manque d’espoir de premier plan pouvant prendre leur place se fait sentir. Il y a quelques jeunes qui se démarquent tels que Alex DeBrincat, Dominik Kubalík et Dylan Strome. La direction a des attentes envers Kirby Dach, Brandon Hagel, Philipp Kurashev et Pius Suter. Mais dans une division très compétitive, chaque erreur risque de se payer comptant et leur manque d’expérience ne les placent pas comme prétendant aux Séries éliminatoires.

### Mouvements d’effectifs

#### Transactions
| Date              | Acquisition des Blackhawks                                                                                                | Partenaire d'échange    | Acquisition du partenaire                                           |
| ----------------- | --- | ----------------------- | ------------------------------------------------------------------- |
| 28 septembre 2020 | Brandon Pirri | Golden Knights de Vegas | Dylan Sikura                                                        |
| 4 octobre 2020    | Brad Morrison | Kings de Los Angeles    | Olli Määttä                                                         |
| 10 octobre 2020   | Nikita Zadorov et Anton Lindholm                                                                                          | Avalanche du Colorado   | Brandon Saad et Dennis Gilbert                                      |
| 2 avril 2021      | Vincent Hinostroza | Panthers de la Floride  | Brad Morrison                                                       |
| 8 avril 2021      | Brett Connolly, Henrik Borgström, Riley Stillman et un choix de septième tour au Repêchage de 2021                        | Panthers de la Floride  | Lucas Wallmark, Lucas Carlsson                                      |
| 12 avril 2021     | Adam Gaudette | Canucks de Vancouver    | Matthew Highmore                                                    |
| 12 avril 2021     | Josh Dickinson et Ryder Rolston                                                                                           | Avalanche du Colorado   | Carl Söderberg                                                      |
| 12 avril 2021     | Nick DeSimone | Sharks de San José      | Mattias Janmark                                                     |
| 12 avril 2021     | Blackhawks de Chicago\| un choix de deuxième tour au repêchage de 2021 et un choix de troisième tour au repêchage de 2022 | Golden Knights de Vegas | Nick DeSimone et un choix de cinquième tour au repêchage de 2022    |
| 12 avril 2021     | un choix de quatrième tour au repêchage de 2021                                                                           | Canucks de Vancouver    | Madison Bowey et \| un choix de cinquième tour au repêchage de 2021 |
| 12 juillet 2021   | Caleb Jones et un choix conditionnel de deuxième tour au repêchage de 2022                                                | Oilers d'Edmonton       | Duncan Keith et Tim Soderlund                                       |

#### Signatures d'agent libre
| Joueur           | Date             | Ancienne franchise         | Durée du contrat |
| ---------------- | ---------------- | -------------------------- | ---------------- |
| Mattias Janmark  | 12 octobre 2020  | Stars de Dallas            | 1 an             |
| Lucas Wallmark   | 12 octobre 2020  | Panthers de la Floride     | 1 an             |
| Carl Söderberg   | 26 décembre 2020 | Coyotes de l'Arizona       | 1 an             |
| Madison Bowey    | 28 janvier 2021  | Red Wings de Détroit       | 2 ans            |
| Josiah Slavin    | 16 mars 2021     | Tigers de Colorado College | 2 ans            |
| Mike Hardman     | 30 mars 2021     | Eagles de Boston College   | 2 ans            |
| Isaak Phillips   | 31 mars 2021     | IceHogs de Rockford        | 3 ans            |
| Jakub Galvas     | 6 mai 2021       | Jukurit Mikkeli            | 2 ans            |
| Henrik Borgström | 12 mai 2021      | HIFK                       | 2 ans            |
| Arvid Söderblom  | 13 mai 2021      | Skellefteå AIK             | 2 ans            |
| Lukas Reichel    | 9 juin 2021      | Eisbären Berlin            | 3 ans            |
| Jakub Pour       | 15 juin 2021     | HC Škoda Plzeň             | 2 ans            |

#### Départs d'agent libre
| Joueur                | Date             | Franchise suivante   |
| --------------------- | ---------------- | -------------------- |
| Joseph Cramarossa     | 9 octobre 2020   | Wild du Minnesota    |
| Corey Crawford        | 10 octobre 2020  | Devils du New Jersey |
| Ian McCoshen          | 19 octobre 2020  | Wild du Minnesota    |
| Drake Caggiula        | 22 décembre 2020 | Coyotes de l'Arizona |
| Slater Koekkoek       | 26 décembre 2020 | Oilers d'Edmonton    |
| Alexandre Fortin (en) | 6 janvier 2021   | Eagles du Colorado   |

#### Prolongations de contrat
| Joueur          | Date           | Durée du contrat |
| --------------- | -------------- | ---------------- |
| Dominik Kubalík | 9 octobre 2020 | 2 ans            |
| Malcolm Subban  | 9 octobre 2020 | 2 ans            |
| Dylan Strome    | 3 janvier 2021 | 2 ans            |
| Riley Stillman  | 25 avril 2021  | 3 ans            |

#### Résiliations de contrat
| Joueur      | Date            |
| ----------- | --------------- |
| Nick Seeler | 17 janvier 2021 |

#### Retrait de la compétition
| Joueur         | Date          |
| -------------- | ------------- |
| Brent Seabrook | 5 mars 2021   |
| Andrew Shaw    | 26 avril 2021 |

### Joueurs repêchés
Les Blackhawks possèdent le 17e choix lors du repêchage de 2020 se déroulant virtuellement. Ils sélectionnent au premier tour Lukas Reichel, Ailier gauche des Eisbären Berlin de la DEL. La liste des joueurs repêchés en 2020 par les est la suivante :
| Tour | Choix | Nom             | Poste          | Nationalité        | Équipe précédente                    |
| ---- | ----- | --------------- | -------------- | ------------------ | ------------------------------------ |
| 1    | 17    | Lukas Reichel   | Ailier gauche  | Allemagne          | Eisbären Berlin (DEL)                |
| 2    | 46    | Drew Commesso   | Gardien de but | États-Unis         | USNTDP U18 (USHL)                    |
| 3    | 79    | Landon Slaggert | Ailier gauche  | États-Unis         | USNTDP U18 (USHL)                    |
| 3    | 81    | Wyatt Kaiser    | Défenseur      | États-Unis         | Andover HS (USHS-Prep)               |
| 4    | 110   | Michael Krutil  | Défenseur      | République tchèque | HC Sparta Prague Jr. (Extraliga U20) |
| 5    | 141   | Isaak Philips   | Défenseur      | Canada             | Wolves de Sudbury (LHO)              |
| 6    | 172   | Chad Yetman     | Ailier droit   | Canada             | Otters d'Érié (LHO)                  |
| 7    | 188   | Louis Crevier   | Défenseur      | Canada             | Saguenéens de Chicoutimi (LHJMQ)     |

Les Blackhawks ont également cédé deux de leurs choix d'origine :
- le 48e, un choix de deuxième tour aux Canadiens de Montréal le 30 juin 2019 en compagnie d'un choix de septième tour en 2020 (203e au total) et d’un choix de troisième tour en 2021,en retour d’Andrew Shaw et un choix de septième tour en 2021[40].
- le 203e, un choix de septième tour aux Canadiens de Montréal le 30 juin 2019 en compagnie d'un choix de deuxième tour en 2020 (48e au total) et d’un choix de troisième tour en 2021,en retour d’Andrew Shaw et un choix de septième tour en 2021[40].

## Composition de l'équipe
L'équipe 2020-2021 des est entraînée par Jeremy Colliton, assisté de Sheldon Brookbank, Marc Crawford, Matt Meacham, Tomas Mitell et Jimmy Waite ; le directeur général de la franchise est Stanley Bowman.
Les joueurs utilisés depuis le début de la saison sont inscrits dans le tableau ci-dessous. Les buts des séances de tir de fusillade ne sont pas comptés dans ces statistiques. Certains des joueurs ont également joué des matchs avec l'équipe associée aux : les IceHogs de Rockford, franchise de la Ligue américaine de hockey.
En raison de la pandémie, la ligue met en place un encadrement élargis appelé Taxi-squad. Il s'agit de joueurs se tenant à disposition avec l'équipe prêt à remplacer un joueur qui serait tester positif à la COVID-19. Dix parmi eux n'ont disputé aucune rencontre avec les Blackhawks, il s'agit d'Evan Barratt, de Mikael Hakkarainen, de Chad Krys, d'Anton Lindholm, de Brad Morrison, de Cameron Morrison, de John Quenneville, de Tim Söderlund, de Michal Teplý et de Matthew Tomkins.
| No | Nationalité | Joueur         | PJ | V  | D  | DP | Min   | BC  | BL | Moy  | %Arr | A | Pun | Commentaire |
| -- | ----------- | -------------- | -- | -- | -- | -- | ----- | --- | -- | ---- | ---- | - | --- | ----------- |
| 30 | Canada      | Malcolm Subban | 16 | 6  | 8  | 1  | 881   | 47  | 2  | 3,20 | 90,0 | 0 | 0   |             |
| 32 | Finlande    | Kevin Lankinen | 37 | 17 | 14 | 5  | 2 175 | 109 | 2  | 3,01 | 90,9 | 2 | 2   |             |
| 60 | États-Unis  | Collin Delia   | 6  | 1  | 3  | 1  | 334   | 20  | 0  | 3,59 | 90,2 | 0 | 0   |             |

| No | Nationalité | Joueur          | PJ | B | A  | Pts | Pun | Commentaire                                          |
| -- | ----------- | --------------- | -- | - | -- | --- | --- | ---------------------------------------------------- |
| 2  | Canada      | Duncan Keith    | 54 | 4 | 11 | 15  | 30  | assistant capitaine                                  |
| 5  | États-Unis  | Connor Murphy   | 50 | 3 | 12 | 15  | 35  | assistant capitaine                                  |
| 16 | Russie      | Nikita Zadorov  | 55 | 1 | 7  | 8   | 36  |                                                      |
| 27 | Suède       | Adam Boqvist    | 35 | 2 | 14 | 16  | 14  |                                                      |
| 29 | Canada      | Madison Bowey   | 2  | 0 | 1  | 1   | 0   |                                                      |
| 44 | Canada      | Calvin de Haan  | 44 | 1 | 9  | 10  | 14  |                                                      |
| 46 | Suède       | Lucas Carlsson  | 12 | 0 | 1  | 1   | 2   |                                                      |
| 48 | Canada      | Wyatt Kalynuk   | 21 | 4 | 5  | 9   | 4   |                                                      |
| 51 | Canada      | Ian Mitchell    | 39 | 3 | 4  | 7   | 14  |                                                      |
| 61 | Canada      | Riley Stillman  | 13 | 1 | 0  | 1   | 2   | A commencé la saison avec les Panthers de la Floride |
| 74 | Canada      | Nicolas Beaudin | 19 | 2 | 4  | 6   | 2   |                                                      |
| 75 | États-Unis  | Alec Regula     | 3  | 0 | 0  | 0   | 0   |                                                      |

| No | Nationalité        | Joueur              | Poste | PJ | B  | A  | Pts | Pun | Commentaire                                          |
| -- | ------------------ | ------------------- | ----- | -- | -- | -- | --- | --- | ---------------------------------------------------- |
| 8  | République tchèque | Dominik Kubalík     | AG    | 56 | 17 | 21 | 38  | 18  |                                                      |
| 11 | États-Unis         | Adam Gaudette       | C     | 7  | 1  | 3  | 4   | 0   | A commencé la saison avec les Canucks de Vancouver   |
| 12 | États-Unis         | Alex DeBrincat      | AG    | 52 | 32 | 24 | 56  | 12  | assistant capitaine                                  |
| 13 | Suède              | Mattias Janmark     | C     | 41 | 10 | 9  | 19  | 8   | A fini la saison avec les Golden Knights de Vegas    |
| 17 | Canada             | Dylan Strome        | C     | 40 | 9  | 8  | 17  | 14  |                                                      |
| 20 | Canada             | Brett Connolly      | AD    | 10 | 1  | 1  | 2   | 2   | A commencé la saison avec les Panthers de la Floride |
| 22 | États-Unis         | Ryan Carpenter      | C     | 40 | 4  | 1  | 5   | 19  |                                                      |
| 23 | Suisse             | Philipp Kurashev    | C     | 54 | 8  | 8  | 16  | 12  |                                                      |
| 24 | Suisse             | Pius Suter          | C     | 55 | 14 | 13 | 27  | 14  |                                                      |
| 28 | États-Unis         | Vincent Hinostroza  | C     | 17 | 4  | 8  | 12  | 8   | A commencé la saison avec les Panthers de la Floride |
| 34 | Suède              | Carl Söderberg      | C     | 34 | 7  | 8  | 15  | 14  | A fini la saison avec l'Avalanche du Colorado        |
| 36 | Canada             | Matthew Highmore    | C     | 24 | 0  | 2  | 2   | 6   | A fini la saison avec les Canucks de Vancouver       |
| 38 | Canada             | Brandon Hagel       | AG    | 52 | 9  | 15 | 24  | 11  |                                                      |
| 52 | Canada             | Reese Johnson       | C     | 5  | 0  | 0  | 0   | 9   |                                                      |
| 58 | Canada             | MacKenzie Entwistle | AD    | 5  | 1  | 1  | 2   | 2   |                                                      |
| 64 | République tchèque | David Kämpf         | C     | 56 | 1  | 11 | 12  | 20  |                                                      |
| 65 | Canada             | Andrew Shaw         | AD    | 14 | 2  | 2  | 4   | 6   | assistant capitaine                                  |
| 71 | Suède              | Lucas Wallmark      | C     | 16 | 0  | 3  | 3   | 6   | A fini la saison avec les Panthers de la Floride     |
| 73 | Canada             | Brandon Pirri       | C     | 1  | 0  | 0  | 0   | 0   |                                                      |
| 77 | Canada             | Kirby Dach          | C     | 18 | 2  | 8  | 10  | 4   |                                                      |
| 86 | États-Unis         | Mike Hardman        | AD    | 8  | 1  | 2  | 3   | 0   |                                                      |
| 88 | États-Unis         | Patrick Kane        | AD    | 56 | 15 | 51 | 66  | 14  | assistant capitaine                                  |

## Saison régulière

### Match après match
Cette section présente les résultats de la saison régulière qui s'est déroulée du 13 janvier au 12 mai. Le calendrier de cette dernière est annoncé par la ligue le 23 décembre 2020.
Nota : les résultats sont indiqués dans la boîte déroulante ci-dessous afin de ne pas surcharger l'affichage de la page. La colonne « Fiche » indique à chaque match le parcours de l'équipe au niveau des victoires, défaites et défaites en prolongation ou lors de la séance de tir de fusillade (dans l'ordre). La colonne « Pts » indique les points récoltés par l'équipe au cours de la saison. Une victoire rapporte deux points et une défaite en prolongation, un seul.
| No | Date       | Adversaire   | Lieu      | Score    | Buteur(s) des Hurricanes | Fiche   | Pts | Gardien de but | Patinoire                | Résumé     |
| -- | ---------- | ------------ | --------- | -------- | --- | ------- | --- | -------------- | ------------------------ | ---------- |
| 1  | 13 janvier | Lightning    | Tampa     | 1-5      | Strome (Shaw - Boqvist) | 0-1-0   | 0   | Subban         | Amalie Arena             | [ fdm 1 ]  |
| 2  | 15 janvier | Lightning    | Tampa     | 2-5      | DeBrincat (Strome - Boqvist) Kane (DeBrincat) | 0-2-0   | 0   | Delia          | Amalie Arena             | [ fdm 2 ]  |
| 3  | 17 janvier | Panthers     | Sunrise   | 2-5      | DeBrincat (Keith - Kane) Murphy (Keith - Suter) | 0-3-0   | 0   | Delia          | BB&T Center              | [ fdm 3 ]  |
| 4  | 19 janvier | Panthers     | Sunrise   | 4-5 (P)  | Kubalik (Wallmark - Keith) Kubalik (Keith - Wallmark) Kane (Murphy - Zadorov) Kurashev (Kubalik - Boqvist)                                                           | 0-3-1   | 1   | Lankinen       | BB&T Center              | [ fdm 4 ]  |
| 5  | 22 janvier | Red Wings    | Chicago   | 4-1      | Kane (Strome - DeBrincat) de Haan (Strome - Mitchell) Shaw (Kane - DeBrincat) Janmark (Murphy - Wallmark)                                                            | 1-3-1   | 3   | Lankinen       | United Center            | [ fdm 5 ]  |
| 6  | 24 janvier | Red wings    | Chicago   | 6-2      | Suter (de Haan - Kane) Suter (Janmark - Kubalik) Murphy Janmark (Kane - Murphy) Suter (DeBrincat - Keith) Kurashev                                                   | 2-3-1   | 5   | Lankinen       | United Center            | [ fdm 6 ]  |
| 7  | 26 janvier | Predators    | Nashville | 2-3 (P)  | Strome (Shaw - Kubalik) Janmark | 2-3-2   | 6   | Subban         | Bridgestone Arena        | [ fdm 7 ]  |
| 8  | 27 janvier | Predators    | Nashville | 1-2 (TF) | Carpenter (Hagel - Kampf) · TF : Kubalik - Kane - Janmark | 2-3-3   | 7   | Lankinen       | Bridgestone Arena        | [ fdm 8 ]  |
| 9  | 29 janvier | Blue Jackets | Chicago   | 1-2      | Strome (Kane - Kubalik) | 2-4-3   | 7   | Lankinen       | United Center            | [ fdm 9 ]  |
| 10 | 31 janvier | Blue Jackets | Chicago   | 3-1      | Kurashev (Kane - Janmark) Suter Kane (Kurashev - Janmark) | 3-4-3   | 9   | Lankinen       | United Center            | [ fdm 10 ] |
| 11 | 2 février  | Hurricanes   | Chicago   | 3-4 (TF) | Kurashev (Suter - Kubalik) · Kane (DeBrincat) · Strome (DeBrincat - Kubalik) · TF : DeBrincat - Kane - Strome                                                        | 3-4-4   | 10  | Lankinen       | United Center            | [ fdm 11 ] |
| 12 | 4 février  | Hurricanes   | Chicago   | 6-4      | Janmark (Kubalik- Kurashev) Kubalik (Beaudin - Janmark) Shaw (Kane - Kubalik) Kane (Soderberg) DeBrincat (Suter - Kane) DeBrincat (Kane)                             | 4-4-4   | 12  | Lankinen       | United Center            | [ fdm 12 ] |
| 13 | 7 février  | Stars        | Dallas    | 2-1 (P)  | DeBrincat (Strome - Kane) DeBrincat (Kane - Zadorov) | 5-4-4   | 14  | Subban         | American Airlines Center | [ fdm 13 ] |
| 14 | 9 février  | Stars        | Dallas    | 2-1 (P)  | Janmark (Kubalik - Kurashev) Suter (Hagel - Lankinen) | 6-4-4   | 16  | Lankinen       | American Airlines Center | [ fdm 14 ] |
| 15 | 11 février | Blue Jackets | Chicago   | 5-6      | Mitchell (Kampf - Highmore) Beaudin (Zadorov - DeBrincat) Suter (Kane - Beaudin) Kane (DeBrincat) Debrincat (Kane - Bowey)                                           | 6-5-4   | 16  | Lankinen       | United Center            | [ fdm 15 ] |
| 16 | 13 février | Blue Jackets | Chicago   | 3-2 (P)  | Beaudin (Kane - Zadorov) Soderberg (Kurashev) DeBrincat (Kane) | 7-5-4   | 18  | Lankinen       | United Center            | [ fdm 16 ] |
| 17 | 15 février | Red wings    | Détroit   | 3-2 (P)  | Janmark (Soderberg - Zadorov) Kubalik (Hagel) Kubalik (Suter - Beaudin)                                                                                              | 8-5-4   | 20  | Subban         | Little Caesars Arena     | [ fdm 17 ] |
| 18 | 17 février | Red wings    | Détroit   | 2-0      | Kurashev (Keith - Lankinen) DeBrincat (Kane) | 9-5-4   | 22  | Lankinen       | Little Caesars Arena     | [ fdm 18 ] |
| 19 | 19 février | Hurricanes   | Raleigh   | 3-5      | Kane (DeBrincat) Mitchell (Kampf - Kane) Soderberg (Kane - Boqvist)                                                                                                  | 9-6-4   | 22  | Lankinen       | PNC Arena                | [ fdm 19 ] |
| 20 | 23 février | Blue Jackets | Columbus  | 6-5 (TF) | Soderberg (Kane - DeBrincat) · Kane (Suter - Janmark) · Hagel (Kane - Soderberg) · Kubalik (Keith - Soderberg) · Boqvist (Kane - Kubalik) · TF : DeBrincat - Kane    | 10-6-4  | 24  | Lankinen       | Nationwide Arena         | [ fdm 20 ] |
| 21 | 25 février | Blue Jackets | Columbus  | 2-0      | Kane (DeBrincat - de Haan) Soderberg (Murphy) | 11-6-4  | 26  | Subban         | Nationwide Arena         | [ fdm 21 ] |
| 22 | 27 février | Red wings    | Chicago   | 3-5      | DeBrincat (de Haan - Boqvist) Janmark (Soderberg - Boqvist) Kubalik (Hagel - Kampf)                                                                                  | 11-7-4  | 26  | Subban         | United Center            | [ fdm 22 ] |
| 23 | 28 février | Red wings    | Chicago   | 7-2      | Zadorov (Kampf) Carpenter (Mitchell - Highmore) Suter (Kane - DeBrincat) Carpenter (DeBrincat - Boqvist) Kane (DeBrincat) Kubalik (Hagel) DeBrincat (de Haan - Kane) | 12-7-4  | 28  | Lankinen       | United Center            | [ fdm 23 ] |
| 24 | 4 mars     | Lightning    | Chicago   | 2-3 (P)  | Carpenter (Hagel - Soderberg) DeBrincat (Kane - Murphy) | 12-7-5  | 29  | Lankinen       | United Center            | [ fdm 24 ] |
| 25 | 5 mars     | Lightning    | Chicago   | 4-3 (TF) | DeBrincat (Boqvist - Kane) · DeBrincat (Kane) · Kubalik (Keith - Boqvist) · TF : DeBrincat - Kane - Kurashev                                                         | 13-7-5  | 31  | Subban         | United Center            | [ fdm 25 ] |
| 26 | 7 mars     | Lightning    | Chicago   | 3-6      | Kurashev (Soderberg) Janmark (Kubalik - Kane) Suter (Janmark) | 13-8-5  | 31  | Lankinen       | United Center            | [ fdm 26 ] |
| 27 | 9 mars     | Stars        | Dallas    | 1-6      | Janmark (Carlsson - de Haan) | 13-9-5  | 31  | Subban         | American Airlines Center | [ fdm 27 ] |
| 28 | 11 mars    | Stars        | Dallas    | 4-2      | Kubalik (Hagel - Kampf) Soderberg (Boqvist - Kane) Keith DeBrincat (Kane - Boqvist)                                                                                  | 14-9-5  | 33  | Lankinen       | American Airlines Center | [ fdm 28 ] |
| 29 | 13 mars    | Panthers     | Sunrise   | 2-4      | Hagel (Kubalik - Kampf) Boqvist (Keith - Kane) | 14-10-5 | 33  | Lankinen       | BB&T Center              | [ fdm 29 ] |
| 30 | 15 mars    | Panthers     | Sunrise   | 3-6      | Kane (Kampf) Kurashev (Janmark - de Haan) Hagel (Kubalik - Keith) | 14-11-5 | 33  | Lankinen       | BB&T Center              | [ fdm 30 ] |
| 31 | 18 mars    | Lightning    | Tampa     | 2-4      | Janmark (Kubalik - DeBrincat) Strome (Janmark - Keith) | 14-12-5 | 33  | Lankinen       | Amalie Arena             | [ fdm 31 ] |
| 32 | 20 mars    | Lightning    | Tampa     | 1-4      | DeBrincat (Kubalik - Kurashev) | 14-13-5 | 33  | Subban         | Amalie Arena             | [ fdm 32 ] |
| 33 | 23 mars    | Panthers     | Chicago   | 3-2      | Kubalik (Hagel - Murphy) Suter (Zadorov - Kane) Soderberg (Kane - DeBrincat)                                                                                         | 15-13-5 | 35  | Lankinen       | United Center            | [ fdm 33 ] |
| 34 | 25 mars    | Panthers     | Chicago   | 3-0      | Kane (Soderberg - Hagel) Suter (DeBrincat - Kane) Hagel (Murphy) | 16-13-5 | 37  | Lankinen       | United Center            | [ fdm 34 ] |
| 35 | 27 mars    | Predators    | Chicago   | 1-3      | Suter (Kane - Boqvist) | 16-14-5 | 37  | Lankinen       | United Center            | [ fdm 35 ] |
| 36 | 28 mars    | Predators    | Chicago   | 2-3      | DeBrincat (Kane - Suter) DeBrincat (Suter) | 16-15-5 | 37  | Subban         | United Center            | [ fdm 36 ] |
| 37 | 30 mars    | Hurricanes   | Chicago   | 2-1      | Strome (Dach - Murphy) DeBrincat (Kane) | 17-15-5 | 39  | Lankinen       | United Center            | [ fdm 37 ] |
| 38 | 1er avril  | Hurricanes   | Chicago   | 3-4      | Kubalik (Kalynuk - de Haan) Hagel (Dach) Strome (Murphy - Janmark)                                                                                                   | 17-16-5 | 39  | Lankinen       | United Center            | [ fdm 38 ] |
| 39 | 3 avril    | Predators    | Nashville | 0-3      | | 17-17-5 | 39  | Lankinen       | Bridgestone Arena        | [ fdm 39 ] |
| 40 | 6 avril    | Stars        | Chicago   | 4-2      | Dach (Kane - Murphy) Kubalik (Hinostroza - Boqvist) DeBrincat Kane (DeBrincat - Kampf)                                                                               | 18-17-5 | 41  | Lankinen       | United Center            | [ fdm 40 ] |
| 41 | 8 avril    | Stars        | Chicago   | 1-5      | Kubalik (Hinostroza - Kurashev) | 18-18-5 | 41  | Lankinen       | United Center            | [ fdm 41 ] |
| 42 | 10 avril   | Blue Jackets | Columbus  | 4-3      | DeBrincat (de Haan - Kane) Soderberg (Kampf - Carpenter) Kalynuk (Suter - de Haan) Strome (Dach - DeBrincat)                                                         | 19-18-5 | 43  | Lankinen       | Nationwide Arena         | [ fdm 42 ] |
| 43 | 12 avril   | Blue Jackets | Columbus  | 4-3 (P)  | Keith (DeBrincat - Kane) Kurashev (Kane) Connolly Hagel (Dach - Kalynuk)                                                                                             | 20-18-5 | 45  | Lankinen       | Nationwide Arena         | [ fdm 43 ] |
| 44 | 15 avril   | Red wings    | Détroit   | 1-4      | Keith (DeBrincat - Strome) | 20-19-5 | 45  | Lankinen       | Little Caesars Arena     | [ fdm 44 ] |
| 45 | 17 avril   | Red wings    | Détroit   | 4-0      | Kane (Hinostroza) DeBrincat (Hagel - Murphy) Kalynuk (Hinostroza - Kane) Suter (Hinostroza)                                                                          | 21-19-5 | 47  | Subban         | Little Caesars Arena     | [ fdm 45 ] |
| 46 | 19 avril   | Predators    | Nashville | 2-5      | DeBrincat (Suter - Kane) Kampf (Gaudette) | 21-20-5 | 47  | Lankinen       | Bridgestone Arena        | [ fdm 46 ] |
| 47 | 21 avril   | Predators    | Chicago   | 5-4 (P)  | Suter (Hagel) Kalynuk (Kane - Hagel) Hinostroza (Dach - Zadorov) Kubalik (Suter) Hagel (Hinostroza - Dach)                                                           | 22-20-5 | 49  | Subban         | United Center            | [ fdm 47 ] |
| 48 | 23 avril   | Predators    | Chicago   | 1-3      | Hinostroza (Kalynuk - Beaudin) | 22-21-5 | 49  | Subban         | United Center            | [ fdm 48 ] |
| 49 | 27 avril   | Lightning    | Chicago   | 4-7      | Hagel (Dach - Boqvist) Kalynuk Keith (Kane - Hinostroza) Kubalik (Kane - DeBrincat)                                                                                  | 22-22-5 | 49  | Subban         | United Center            | [ fdm 49 ] |
| 50 | 29 avril   | Panthers     | Chicago   | 3-4 (P)  | Gaudette (Strome - Kubalik) Hinostroza (Hagel - Dach) DeBrincat (Kane - Kalynuk)                                                                                     | 22-22-6 | 50  | Lankinen       | United Center            | [ fdm 50 ] |
| 51 | 1er mai    | Panthers     | Chicago   | 4-5      | Murphy (Connolly - Gaudette) DeBrincat (Gaudette - Mitchell) Dach (Kurashev - Hagel) Kubalik (Kane - DeBrincat)                                                      | 22-23-6 | 50  | Lankinen       | United Center            | [ fdm 51 ] |
| 52 | 3 mai      | Hurricanes   | Raleigh   | 2-5      | Mitchell (Strome - Kubalik) DeBrincat (Kubalik) | 22-24-6 | 50  | Subban         | PNC Arena                | [ fdm 52 ] |
| 53 | 4 mai      | Hurricanes   | Raleigh   | 3-6      | DeBrincat Hardman (Entwistle - Kane) DeBrincat (Kane - Mitchell) | 22-25-6 | 50  | Delia          | PNC Arena                | [ fdm 53 ] |
| 54 | 6 mai      | Hurricanes   | Raleigh   | 2-1 (P)  | Stillman (Suter) DeBrincat (Kubalik - Kalynuk) | 23-25-6 | 52  | Delia          | PNC Arena                | [ fdm 54 ] |
| 55 | 9 mai      | Stars        | Chicago   | 4-2      | Entwistle (Hardman - Kane) Hagel (Kubalik - Kurashev) DeBrincat (Kane - Hagel) DeBrincat (Suter - Murphy)                                                            | 24-25-6 | 54  | Lankinen       | United Center            | [ fdm 55 ] |
| 56 | 10 mai     | Stars        | Chicago   | 4-5 (P)  | DeBrincat (Suter) Suter (DeBrincat - Strome) Strome (Hinostroza - Kubalik) Hinostroza (Kampf - Hardman)                                                              | 24-25-7 | 55  | Delia          | United Center            | [ fdm 56 ] |

### Classement de l'équipe
L'équipe des Blackhawcks finit à la sixième place de la division Centrale Discover et ne se qualifient pour les Séries éliminatoires, les Hurricanes de la Caroline sont sacrés champions de la division. Au niveau de la Ligue nationale de hockey, cela les place à la vingt et unième place, les premiers étant l'Avalanche du Colorado avec huitante-deux points.
| Clt   | Équipe                    | PJ | V  | D  | DP | BP  | BC  | Pts |
| ----- | ------------------------- | -- | -- | -- | -- | --- | --- | --- |
| +001, | Hurricanes de la Caroline | 56 | 36 | 12 | 8  | 179 | 136 | 80  |
| +002, | Panthers de la Floride    | 56 | 37 | 14 | 5  | 189 | 153 | 79  |
| +003, | Lightning de Tampa Bay    | 56 | 36 | 17 | 3  | 181 | 147 | 75  |
| +004, | Predators de Nashville    | 56 | 31 | 23 | 2  | 156 | 154 | 64  |
| +005, | Stars de Dallas           | 56 | 23 | 19 | 14 | 158 | 154 | 60  |
| +006, | Blackhawks de Chicago     | 56 | 24 | 25 | 7  | 161 | 186 | 55  |
| +007, | Red Wings de Détroit      | 56 | 19 | 27 | 10 | 127 | 171 | 48  |
| +008, | Blue Jackets de Columbus  | 56 | 18 | 26 | 12 | 137 | 187 | 48  |

- En gras : champion de la saison régulière
- En italique : qualifié pour les séries éliminatoires

Avec cent-soixante et un buts inscrits, les Blackhawks possèdent la seizième attaque de la ligue, les meilleures étant l'Avalanche du Colorado avec cent-nonante-sept buts et les moins performants étant les Ducks d'Anaheim avec cent-vingt-six buts. Au niveau défensif, les Blackhawks accordent cent-huitante-six buts, soit une vingt-quatrième place pour la ligue, les Golden Knights de Vegas est l'équipe qui a concédé le moins de buts (cent-vingt-quatre) alors qu'au contraire, les Flyers de Philadelphie en accordent deux-cent-un buts.

### Meneurs de la saison
Alex DeBrincat est le joueur des Blackhawks qui a inscrit le plus de buts (trente-deux), le classant à la 3e position au niveau de la ligue. Ce classement est remporté par Auston Matthews des Maple Leafs de Toronto avec quarante et une réalisations. 
Le joueur comptabilisant le plus d'aides chez les Blackhawks est Patrick Kane avec cinquante et un, ce qui le classe au 3e rang au niveau de la ligue. le meilleur étant Connor McDavid des Oilers d'Edmonton avec septante et une passes comptabilisées.
Patrik Kane, obtenant un total de soixante-six points est le joueur des Blackhawks le mieux placé au classement par point, terminant à la 5e place au niveau de la ligue. Connor McDavid en comptabilise cent-quatre pour remporter ce classement.
Au niveau des défenseurs, Adam Boqvist est le défenseur le plus prolifique de la saison avec un total de seize points, terminant à la 80e place au niveau de la ligue. Tyson Barrie des Oilers d'Edmonton est le défenseur comptabilisant le plus de points avec un total de quarante-huit.
Concernant les Gardien, Kevin Lankinen accorde cent-neuf buts en deux-mille-cent-septante-cinq minutes, pour un pourcentage d’arrêt de nonante, trois et Malcom Subban accorde quarante-sept buts en huit-cent-huitante-deux minutes, pour un pourcentage d'arrêt de nonante. Jack Campbell est le gardien ayant accordé le moins de buts (quarante-trois) et Connor Hellebuyck le plus (cent-douze), Hellebuyck est également le gardien disputant le plus de minutes de jeu (deux-mille-six-cent-deux), Alexander Nedeljkovic est le gardien présentant le meilleur taux d’arrêts avec (nonante-trois, deux) et Carter Hart le pire (huitante-sept, sept.
À propos des recrues, Pius Suter comptabilise vingt-sept points, finissant à la 6e place au niveau de la ligue. Kirill Kaprizov du Wild du Minnesota est la recrue la plus prolifique avec un total de cinquante et un point.
Enfin, au niveau des pénalités, les Blackhawks ont totalisé trois-cent-soixante-huit minutes de pénalité dont trnete-six minutes pour Nikita Zadorov, ils sont la deuxième équipe la plus disciplinée de la saison. Le joueur le plus pénalisé de la ligue est Tom Wilson des Capitals de Washington avec nonante-six minutes et l'équipe la plus pénalisée est le Lightning de Tampa Bay.